# Triple sec

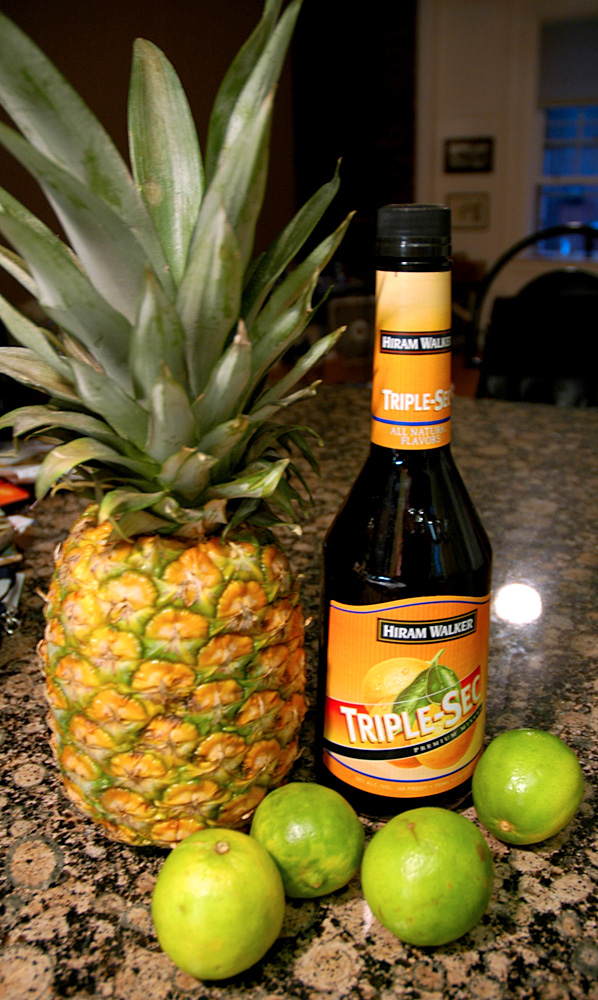

Triple sec, inițial Curaçao triple sec, este un tip de lichior puternic, dulce și incolor, cu aromă de portocale. Este o varietate de lichior Curaçao, un lichior cu aromă de portocale, obținut din cojile uscate de portocale amare și dulci. „Sec” este cuvântul francez pentru uscat (aici în sensul de băutură din care s-a eliminat o mare parte din apă, prin distilare).